# NGC 2328
NGC 2328 في الفهرس العام الجديد، هي مجرة، تقع في كوكبة الكوثل. اكتشفت في 1 يناير 1835 بواسطة جون هيرشل.

## روابط خارجية
- NGC 2328 على موقع ويكي سكاي: DSS2, SDSS, GALEX, IRAS, Hydrogen α, X-Ray, Astrophoto, Sky Map, Articles and images